# Juan José Landaeta
Juan José Alejandro Landaeta Arévalo nació el 10 de marzo de 1780, Caracas, Venezuela. Según el historiador José Domingo Díaz, Landaeta murió en Caracas a raíz del terremoto del 26 de marzo de 1812, pero otras fuentes afirman que fue fusilado por José Tomás Boves el 16 de diciembre de 1814 en Cumaná, cuando acompañaba a El Libertador en la Emigración a Oriente. Fue un famoso compositor venezolano. Se le atribuye formalmente la autoría de la música del Himno Nacional de Venezuela, el Gloria al Bravo Pueblo (1810), que el presidente Antonio Guzmán Blanco decretara en 1881 Himno Nacional.

## Biografía
Sus padres, Juan José Landaeta y María Candelaria Arévalo eran pardos libres. Estudió música con Juan Manuel Olivares en la escuela del Padre Sojo componiendo varias canciones patrióticas además de obras religiosas. Proyectó la creación de una escuela de primeras letras para la enseñanza de pardos que obtuvo el apoyo del Ayuntamiento pero no se cree que llegara a realizarse.
El 16 de enero de 1808 se casa en Caracas con María de Merced Gallegos, hija de José Francisco y de María Josefa Abreu (pardos libres).
Tuvo desde el comienzo de la revolución simpatías por la causa independentista. Así, se le vio entre los conspiradores del 19 de abril de 1810. Esta misma pasión revolucionaria lo llevó a componer varias canciones patrióticas, entre ellas una con motivo de la instalación del primer congreso de Venezuela en 1811. La letra comenzaba con la frase "Gloria, americanos".
Apenas cayó la primera República fue perseguido y hecho preso por los realistas logrando salir del calabozo en 1813 con la llegada de Bolívar a Caracas teniendo que huir con la emigración a Oriente en 1814, pero fue apresado por Boves ese mismo año en Cumaná y, algunas fuentes dicen, que fue fusilado por este.

## Obras
Se conocen de él las siguientes obras:
- Benedictus a duo, 1799.
- Salve a cuatro voces, 1780.
- Pésame a la virgen.
- Ave Maris Stella.
- Canción patriótica “Gloria al Bravo Pueblo” Himno Nacional de Venezuela.

Hoy en día una de las primeras, más antiguas y más importantes instituciones dedicadas a la formación de músicos profesionales en Venezuela lleva en honor su nombre, como lo es el Conservatorio Nacional de Música Juan José Landaeta.